# تشارلز إتش بالدوين
تشارلز إتش بالدوين (بالإنجليزية: Charles H. Baldwin)‏ هو ضابط أمريكي، ولد في 3 سبتمبر 1822 في نيويورك في الولايات المتحدة، وتوفي في 17 نوفمبر 1888.